# Gustav Adolf Sabel
Gustav Adolf Sabel (* 1867; † 1911) war ein deutscher Privatschulgründer.
In der Aufbruchstimmung des ausgehenden 19. Jahrhunderts benötigte die deutsche Industrie Fachkräfte. Gustav Adolf Sabel gründete deshalb 1896 mit 29 Jahren in Nürnberg die erste kaufmännische Schule unter seinem Namen.

## Lebensweg
1907 legt Gustav Adolf Sabel das Staatsexamen für das Lehramt der Handelswissenschaften mit der Note Gut ab. Er wurde 1908 an der Ruprecht-Karls-Universität Heidelberg auf dem Gebiet der Staatswissenschaften zum Thema Die kaufmännische Bilanz promoviert.

## Ziel
Für die fränkische Wirtschaft sollten gut ausgebildete kaufmännische Mitarbeiter zur Verfügung stehen. Unter dem Motto Bildung – ein Fundament fürs Leben richtete er innerhalb weniger Jahre Kurz- und Speziallehrgänge, Halbjahreskurse und Jahresklassen ein.

## Sabel-Schulen

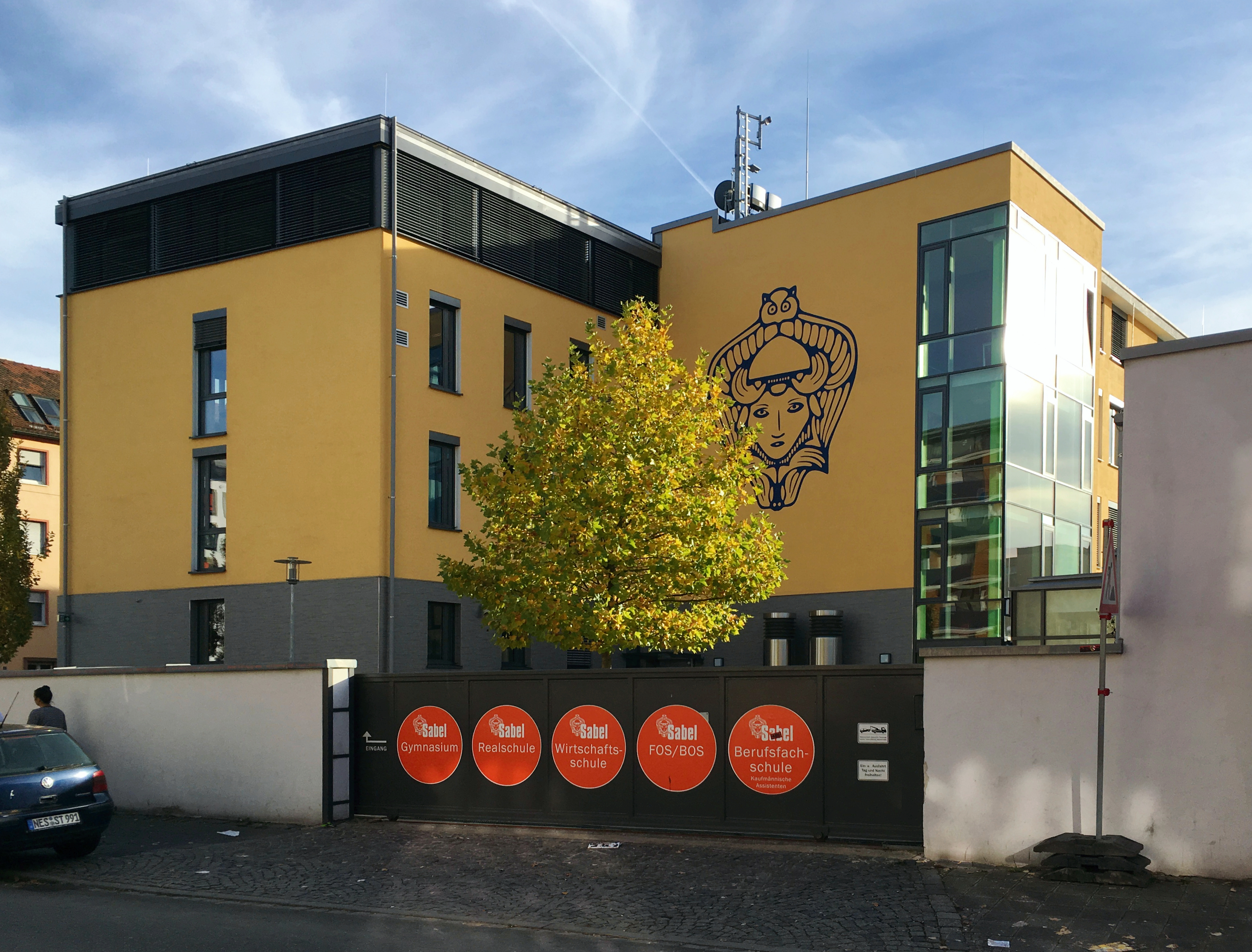
Sabelschule in Nürnberg

Neben der Schule in Nürnberg wurden weitere Schulen in München, Augsburg und Saarbrücken gegründet. Dort wurden auch erste Kurse in Kurzschrift und Maschinenschreiben angeboten. Seine Frau Therese verfolgte das gleiche Engagement für Bildung und eröffnete 1898 die „Große Pariser Moden-Akademie“ in München.
Als 1911 Gustav Adolf Sabel starb, verkaufte seine Frau 1912 die Schulen in Augsburg und Saarbrücken, blieb aber Inhaberin der Schulen in Nürnberg und München. In den folgenden Jahren bis zum Zweiten Weltkrieg entwickelten sich die Schulen zum größten Bildungsinstitut im nordbayerischen Raum. Im Zweiten Weltkrieg wurden beide Schulstandorte ausgebombt. 1948 waren die Räume wieder aufgebaut und Rudolf Sabel, der Sohn des Gründers, führte die Schulen im Sinn und Geist seines Vaters weiter. 1963 wurde in München mit der Sekretärinnenbildung begonnen. 1964 entstand dort auch als erste Münchner Privatschule das Tagesheim zur Schülerbetreuung. 1971 verstarben Rudolf Sabel und seine Frau. Nach dem Willen der Verstorbenen wurden 1976 die Schulen in eine gemeinnützige „Stiftung private Wirtschaftsschulen Sabel“ umgewandelt. 1990 fand die Stiftung private Wirtschaftsschulen Sabel Partner in Berlin, Sachsen und Thüringen.
Heute gibt es Standorte der Sabel-Schulen und Tochterunternehmen in München (Sitz der Stiftung), Nürnberg, Schongau, Friedrichshafen, Saalfeld, Altenburg, Leipzig, Freital/Dresden, Berlin (BEST-Sabel-Grundschule Mahlsdorf, Grundschule in Kaulsdorf, Oberschule in Köpenick) und Brandenburg. Die einzelnen Sabel-Schulen haben 2006 ein einheitliches Qualitätsmanagement eingeführt und sind TÜV zertifiziert.